# 14-я смешанная авиационная дивизия
 14-я смешанная авиационная дивизия — воинское соединение Вооружённых Сил СССР в начальном периоде Великой Отечественной войны.

## Наименования дивизии

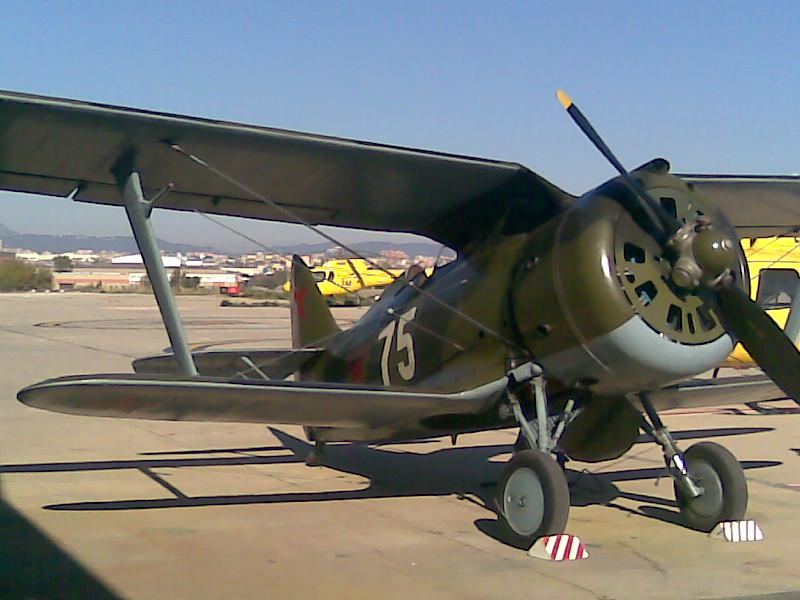
Самолёт И-153 стоял на вооружении 17-го и 46-го истребительных авиаполков.

Дивизия именовалась в различных источниках по-разному:
- 14-я авиационная дивизия[1];
- 14-я смешанная авиационная дивизия;
- 14-я истребительная авиационная дивизия[2].

## История и боевой путь дивизии
14-я авиационная дивизия сформирована в августе 1940 года на основании согласно Постановлению СНК. Входила в состав ВВС Киевского особого военного округа. Перед началом войны дивизия базировалась в Луцке (Волынская область, Украинская ССР).
22 июня 1941 года полки дивизии, базировавшиеся под Луцком, потеряли на земле 46 самолётов. Действовала в непосредственном подчинении ВВС Юго-Западного фронта. С началом Великой Отечественной войны дивизия вела боевые действия, прикрывая войска 5-й армии Юго-Западного фронта в оборонительных боях железнодорожных узлов Луцк, Новоград-Волынск, Шепетовка и в воздушных боях за завоевание господства в воздухе. В первые дни войны авиация противника нанесла массированные удары по аэродромам дивизии. Было потеряно 82 самолёта. К середине июля полки дивизии выполнили 1142 боевых вылета и сбили 55 самолётов противника. За плохое руководство дивизией и большие потери командир полковник Зыканов был снят с должности и отдан под суд военного трибунала. Был осуждён на 10 лет ИТЛ без поражения в правах с отсрочкой исполнения. Продолжал службу в ВВС. Судимость снята в июле 1943 года. Прошёл всю войну.
6 марта 1942 года дивизия расформирована. Части дивизии вошли в состав ВВС Южного и Юго-Западного фронтов.
В составе действующей армии дивизия находилась c 22 июня по 19 июля, с 3 сентября 1941 года по 06 марта 1942 года.

## В составе объединений
| Дата            | Фронт (округ)                   | Армия                                  | Корпус         | Примечания     |
| --------------- | ------------------------------- | -------------------------------------- | -------------- | -------------- |
| 01.08.1940 года | Киевский особый военный округ   | ВВС Киевского особого военного округа  | -              | -              |
| 22.06.1941 года | Юго-Западный фронт              | ВВС Юго-Западного фронта               | -              | -              |
| 19.07.1941 года | Северо-Кавказский военный округ | ВВС Северо-Кавказского военного округа | -              | -              |
| 03.09.1941 года | Юго-Западный фронт              | ВВС Юго-Западного фронта               | -              | -              |
| 17.11.1941 года | Южный фронт                     | ВВС Южного фронта                      |                | -              |
| 01.01.1941 года | Южный фронт                     | 18-я армия                             | ВВС 18-й армии | -              |
| 01.02.1942 года | Южный фронт                     | ВВС Южного фронта                      | -              | -              |
| 01.03.1942 года | Южный фронт                     | 57-я армия                             | ВВС 57-й армии | -              |
| 20.03.1942 года | Южный фронт                     | 57-я армия                             | ВВС 57-й армии | расформирована |

## Участие в операциях и битвах

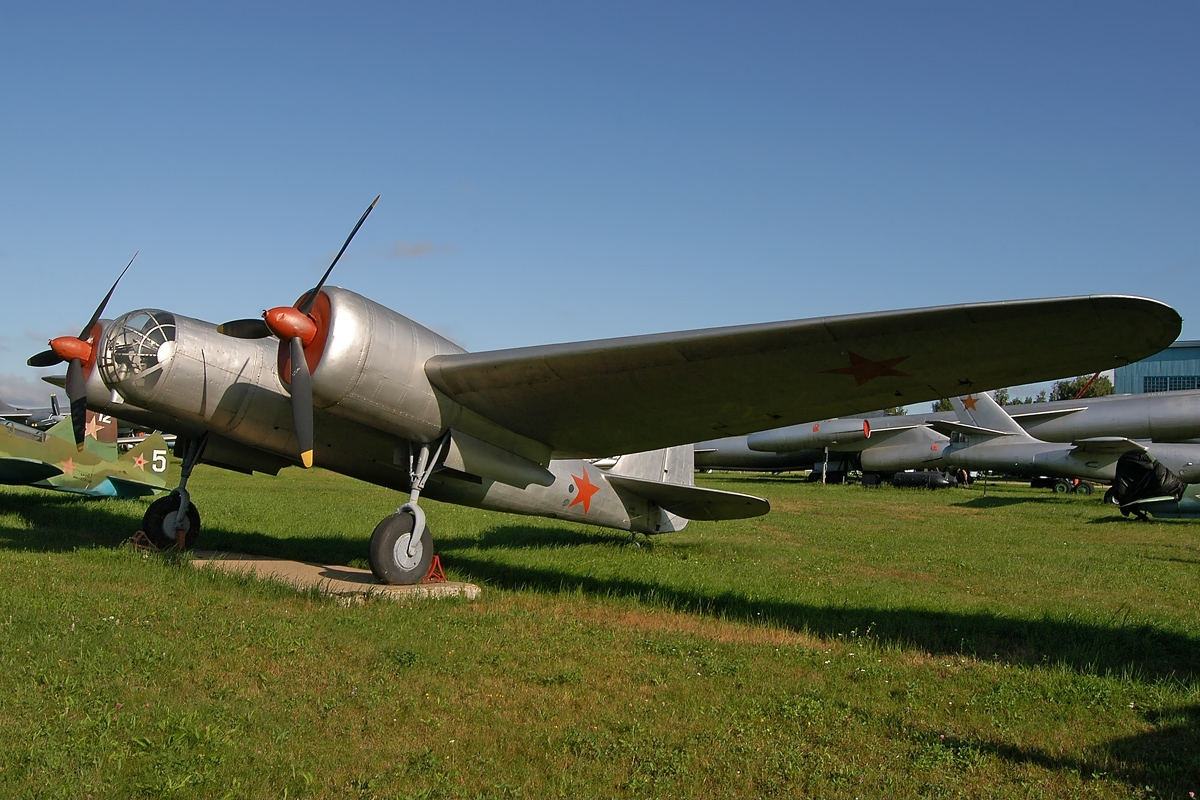
Самолёт СБ 55-го бап

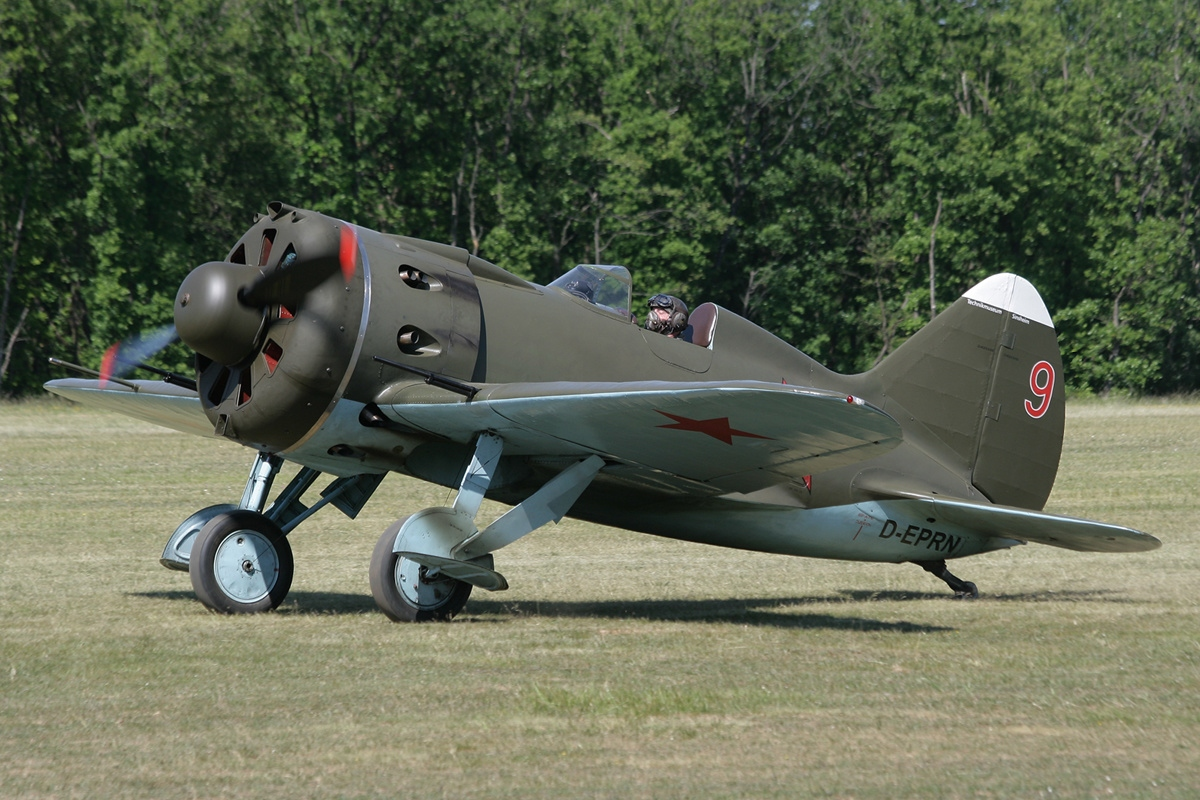
Самолёт И-16 89-го иап

- Приграничные сражения (1941) — с 22 июня по 27 июня 1941 года.
- Львовско-Луцкая оборонительная операция — c 27 июня по 2 июля 1941 года.
- Харьковская операция (1941)[4] — с 30 сентября 1941 года по 30 ноября 1941 года.
- Ростовская наступательная операция (1941)[4] — с 1 по 30 декабря 1941 года.
- Барвенково-Лозовская операция[4] — с 18 по 31 января 1942 года.

## Состав дивизии
На 22 июня 1941 года
Управление — Луцк
- 17-й истребительный авиационный полк — Велицк
- 46-й истребительный авиационный полк — Дубно
- 89-й истребительный авиационный полк — Львов
- 253-й штурмовой авиационный полк (в стадии формирования) — Велицк(?)

В разное время
- 92-й истребительный авиационный полк 19.07.1940 г. — 01.06.1941 г. (И-153, И-16)
- 17-й истребительный авиационный полк (17-й иап) 22.06.41 — 03.07.41 (И-153, И-16)
- 43-й бомбардировочный авиационный полк 22.06.41 — 03.07.41
- 46-й истребительный авиационный полк 22.06.41 — 07.41
- 55-й «А» скоростной бомбардировочный авиационный полк 10.09.1941 — 12.09.1941, остался без самолётов, убыл в тыл на переформирование
- 89-й истребительный авиационный полк (89-й иап) 06.1941 -
- 230-й скоростной бомбардировочный авиационный полк (230-й сбап) 10.09.1941 — 15.09.1941
- 232-й скоростной бомбардировочный авиационный полк[5], 14.08.1941 — 14.10.1941
- 253-й истребительный авиационный полк (253-й иап) 22.06.41 — 18.07.41
- 254-й истребительный авиационный полк (254-й иап) 22.06.41 — 06.03.1942
- 285-й штурмовой авиационный полк (285-й шап) 27.09.1941 — 18.03.1942
- 512-й истребительный авиационный полк (512-й иап) 07.10.41 — 06.03.42
- 2-я отдельная аэрофотосъёмочная авиационная эскадрилья 2.1941 — 09.1941
- Отдельная истребительная группа 14-й сад 2.1941 — 09.1941

## Командование дивизии
Командиры
- Подполковник Анисимов Пётр Николаевич[2], период нахождения в должности: с ноября 1940 года по май 1941 года.
- Полковник Иван Алексеевич Зыканов[2], период нахождения в должности: с мая 1941 года по 06 марта 1942 года.
- Полковник Срывкин Владимир Алексеевич[2], период нахождения в должности: с 7 марта 1942 года по 20 марта 1942 года.

Заместители командира
- Полковник Лакеев Иван Алексеевич (впоследствии генерал-майор авиации, Герой Советского Союза)

Начальники штаба
- Подполковник Перминов Александр Романович[6], период нахождения в должности: с августа 1940 года по июль 1941 года

## Отличившиеся воины
- Гаранин Владимир Иванович, младший лейтенант, заместитель командира авиационной эскадрильи 254-го истребительного авиационного полка 14-й смешанной авиационной дивизии Юго-Западного фронта 27 марта 1942 года Указом Президиума Верховного Совета СССР удостоен звания Герой Советского Союза. Золотая Звезда № 673.
- Иванов Иван Иванович, старший лейтенант, заместитель командира эскадрильи 46-го истребительного авиационного полка 14-й смешанной авиационной дивизии 28 августа 1941 года удостоен звания Герой Советского Союза. Посмертно. Одним из первых в Великой Отечественной войне совершил воздушный таран.